# پریوه سفلی
پریوه سفلی، روستایی از توابع بخش مرکزی شهرستان هرسین در استان کرمانشاه ایران است.

## جمعیت
این روستا در دهستان حومه قرار دارد و براساس سرشماری مرکز آمار ایران در سال ۱۳۸۵، جمعیت آن ۱٬۰۸۱ نفر (۲۶۴خانوار) بوده‌است.
- فهرست جمعیت شهر و روستاهای ایران